# Casimir de Sangenís i Bertrand
Casimir de Sangenís i Bertrand   (Lleida, 1895 - Lleida, 1936) fou un propietari rural i polític lleidatà, diputat a Corts Espanyoles durant la Segona República.

## Biografia
Llicenciat en Dret per la Universitat de Barcelona, aviat destacà en les files del carlisme de Lleida i com a vicesecretari de la Cambra Agrícola de Lleida. Fou diputat provincial durant la dictadura de Primo de Rivera i a les eleccions generals espanyoles de 1933 fou elegit diputat per la província de Lleida dins la Unió de Dretes, en representació de Comunió Tradicionalista. Destacà per defensar els interessos de la seva circumscripció, com quan va votar contra un tractat amb els Països Baixos perquè perjudicava els productors de llet lleidatans, i contra la Llei de Contractes de Conreu. Després dels fets del sis d'octubre de 1934 demanaria la supressió de l'Estatut de Núria per la seva concepció únicament esquerrana.
A les eleccions generals espanyoles de 1936 no va poder revalidar el seu vot. Fou assassinat a Lleida el 22 d'agost de 1936 per milicians del Front Popular.
El seu fill, Juan Casimiro de Sangenís Corriá fou paer en cap de Lleida i president de la Diputació.